# Вулиця Володимирівська (Кривий Ріг)
Вулиця Володимирівська — вулиця в Довгинцівському районі міста Кривий Ріг. 
Довжина вулиці — 539 м.

## Історія
Закладена в 20-х роках. Розвитку набула у 30, 50-60-х роках.
Вулиця названа на честь Великого князя київського Володимира Святославича.

## Перехресні вулиці
- вулиця Високовольтна

## Прилеглі вулиці
- вулиця Ульріха
- вулиця Чеченська
- вулиця Черкаська
- вулиця Сільськогосподарська
- вулиця Краєвидна
- вулиця Військових медиків
- вулиця Миколи Лукаша
- вулиця Ігрова
- провулок Зразковий
- провулок Деповський